# Giáo hoàng Phaolô II
Phao lô II (Latinh: Paulus II) là vị Giáo hoàng thứ 211 của giáo hội công giáo.
Theo niên giám tòa thánh năm 1806 thì ông đắc cử Giáo hoàng năm 1464 và ở ngôi Giáo hoàng trong 6 năm 10 tháng 25 hoặc 26 ngày. Niên giám tòa thánh năm 2003 xác định ông đắc cử Giáo hoàng ngày 30 tháng 8 năm 1464, ngày khai mạc chức vụ mục tử đoàn chiên chúa là ngày 16 tháng 9 và ngày kết thúc triều đại của ngài là ngày 26 tháng 7 năm 1471.

## Trước khi thành giáo hoàng
Paulus II sinh tại Venicen ngày 18 tháng 10 năm 1417. Ông là cháu gọi Giáo hoàng Êugêniô IV bằng cậu và gọi Giáo hoàng Grêgôriô XII bằng ông cậu.
Lúc đầu, ông được giáo dục để thành nhà kinh doanh tương lai, ông được thụ phong linh mục khi cậu ông trở thành Giáo hoàng (tức Êugêniô IV).
Ông nhanh chóng trở thành tổng phó tế của Bologne và Giám mục Cervia và Vincenza. Năm 1440, được 23 tuổi, ông được nhận chiếc mũ hồng y từ tay ông cậu.

## Giáo hoàng
Khi diễn ra mật tuyển viện tiếp theo cái chết của Piô II, ông lấy danh nghĩa mình tập họp các hồng y bất mãn của triều Giáo hoàng quá cố lại.
Là người thích cảnh huy hoàng lộng lẫy. Ông ưa thích trang trí cung điện và có thiện cảm với văn nghệ phục hưng. Nhưng việc giải tán hội đồng ký giả gồm 70 người làm việc tại Giáo triều, trong đó có nhiều nhà nhân bản học, đã gây phẫn uất cho cả đoàn thể nhân bản. Platina, một trong nhóm ký giả bị bãi chức đã trả thù Giáo hoàng bằng việc bôi nhọ đời sống của ngài, trong cuốn "Cuộc đời các Giáo hoàng Roma".
Ông cũng là người đã đưa vào Rôma một lễ hội Cácnavan (trước Mùa Chay) gây ấn tượng mạnh hơn và cho xây cung điện thánh Marcô, cung điện Venise hiện thời (palazzo Venezio). Năm 1469, ông ban một phép chuẩn để cho phép kết hôn giữa Charles nước Pháp, con trai của Charles VII của Pháp và là em trai của Louis XI của Pháp và Marie xứ Bourgogne vì mối dây liên hệ bà con của họ.
Giáo hoàng Paul II quyết định chỉ có các hồng y mặc phẩm phục màu đỏ và ra sắc lệnh năm thánh 1475. Ông quyết định thời hạn Năm Thánh là 25 năm, để mỗi thế hệ đều có thể được hưởng nhờ ơn tha thứ đặc biệt của Năm Thánh. Thế kỷ XV, đã có những điều kiện dành cho nhiều người không thể đến Roma cũng được huởng ơn Toàn xá.
Giáo hoàng Phaolô II đã bị cáo buộc là chết vì một cơn đau tim trong khi đang quan hệ tình dục với một người phục vụ nam.